# آلاسکا ۱۹۱۴۸
سیارک ۱۹۱۴۸ (به انگلیسی: 19148 Alaska، نامگذاری:1989YA5) نوزده هزار و صد و چهل و هشتمین سیارک کشف شده‌است که در ۲۸ دسامبر ۱۹۸۹ کشف شد.
قدر مطلق سیارک برابر ۳۸.۹ است.